# Dasyhelea similinigrina
Dasyhelea similinigrina är en tvåvingeart som beskrevs av Navai 1994. Dasyhelea similinigrina ingår i släktet Dasyhelea och familjen svidknott.
Artens utbredningsområde är Afghanistan. Inga underarter finns listade i Catalogue of Life.